# Curahuara de Carangas (gemeente)
Curahuara de Carangas is een gemeente (municipio) in de Boliviaanse provincie Sajama in het departement Oruro. De gemeente telt naar schatting 3.639 inwoners (2018). De hoofdplaats is Curahuara de Carangas.

## Indeling
De gemeente bestaat uit de volgende 4 kantons:
- Cantón Caripe (centrale plaats: Caripe)
- Cantón Curahuara de Carangas (centrale plaats: Curahuara de Carangas)
- Cantón Laguna (centrale plaats: Lagunas)
- Cantón Sajama (centrale plaats: Sajama)